# Antytila
Antytila (en ucraniano: Антитiла) Es un grupo musical ucraniano de Pop Rock. Está formado por Taras Topolia (Vocalista), Serhii Vusyk (Teclado), Dmytro Zholud (Guitarra), and Dmytro Vodovozov (Percusión).
En 2018, Volodímir Zelenski, el futuro presidente de Ucrania, protagonizó el videoclip de la banda titulado LEGO.
Inmediatamente después de la Invasión rusa de Ucrania de 2022, los miembros de la banda ingresaron a las Fuerzas de Defensa Territorial de Ucrania, habiendo previamente participado como voluntarios luego de la Adhesión de Crimea a Rusia en 2014. En marzo de 2022, la banda se ofreció a tocar de manera remota en el "Concierto por Ucrania", un concierto a beneficio de los afectadores por la invasión que organizaba el cantante Ed Sheeran, el ofrecimiento fue vía TikTok. A la banda le negaron un lugar en el concierto por estar relacionados con la milicia. En respuesta, Sheeran colaboró con la banda en el remix de la canción "2Step", con las ganancias de las visualizaciones para Music Saves UA, una fundación creada para ayuda humanitaria para las víctimas del conflicto.

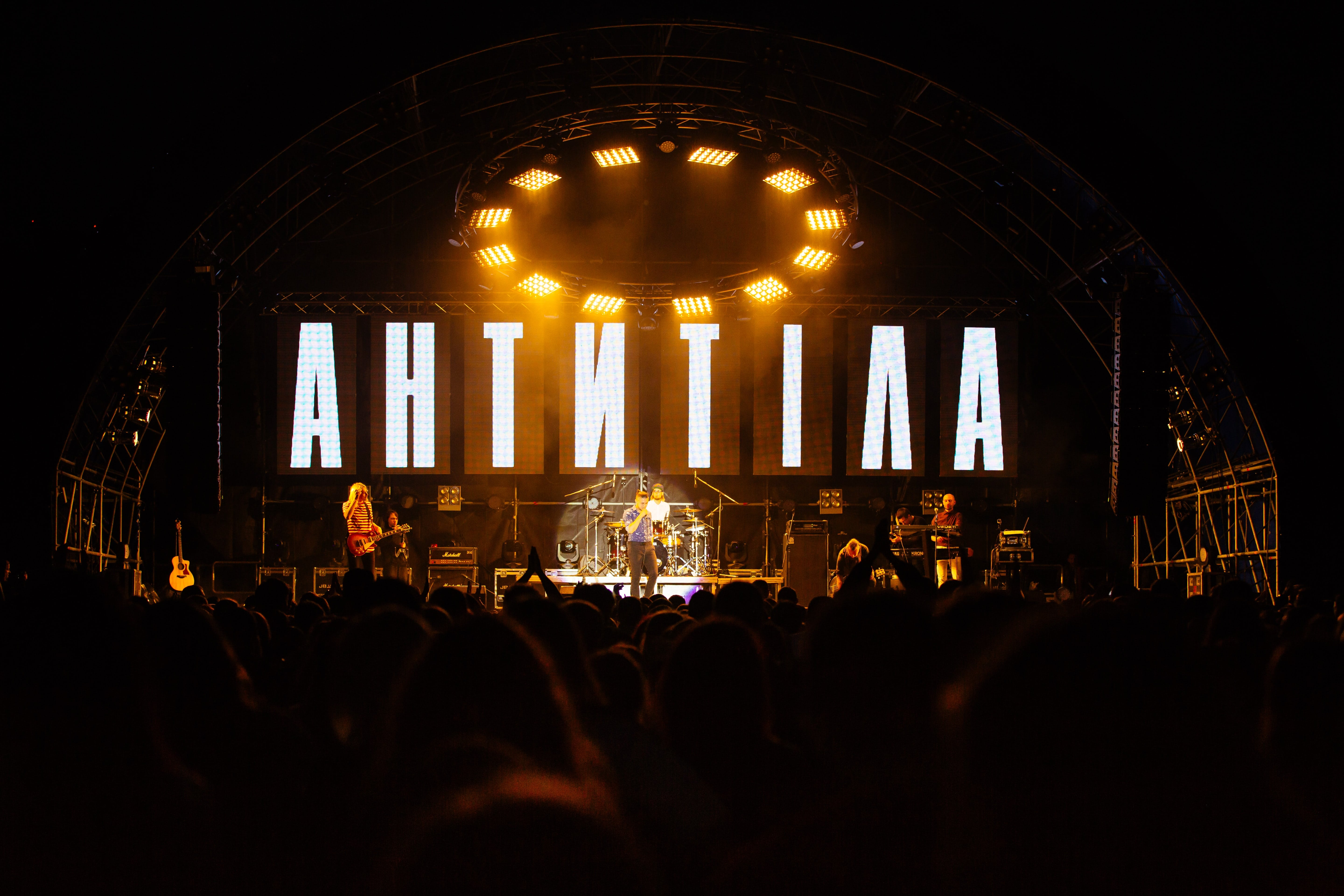
Concierto en Kiev 2017

## Discografía

### Álbumes
- 2008: Будувуду, Moon Records Ukraine
- 2011: Вибирай, Moon Records Ukraine
- 2013: Над Полюсами, Comp Music
- 2015: Все красиво, Comp Music
- 2016: Сонце, Comp Music
- 2019: Hello, УМИГ